# Edmund von Krieghammer

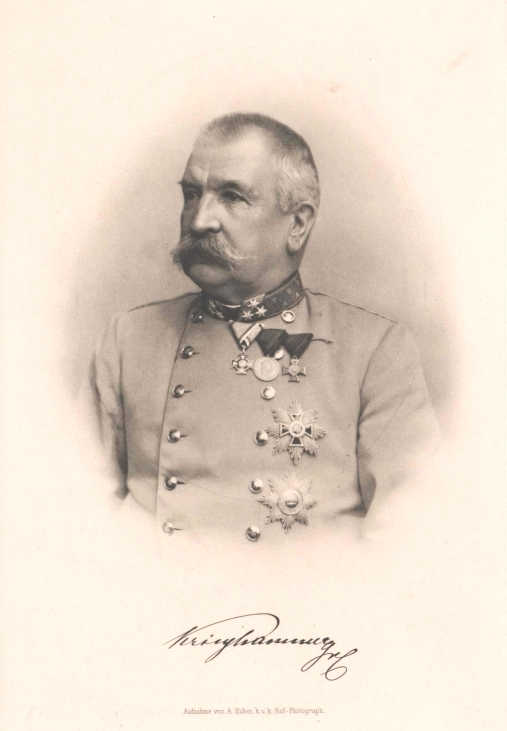
Edmund von Krieghammer

Edmund Freiherr von Krieghammer (4 de junio de 1832 - 21 de agosto de 1906) fue un General de Caballería austríaco y Ministro de Guerra de Austria-Hungría.

## Biografía
Krieghammer asistió a la Academia Militar Teresiana en Wiener Neustadt, se alistó como teniente en el 5.º Regimiento de Dragones Imperial y Real en 1849 y después luchó del lado austríaco en la Revolución húngara. Participó en la segunda guerra de Independencia italiana en 1859 y en la guerra austro-prusiana en 1866, con el rango de Rittmeister. Después de un periodo en la Escuela de Guerra, fue promovido a Mayor y adjunto de ala del emperador en 1869, después Oberst en 1874, Mayor General en 1879, y finalmente Teniente Mariscal de Campo en 1881.
En 1886, Krieghammer fue puesto al mando de una división de caballería en Lviv, después en 1888 fue transferido a la 6.ª División de Infantería, y en 1889 fue hecho comandante general del 1.º Cuerpo en Cracovia. Fue promovido a General de Caballería en 1891. El 23 de septiembre de 1893, después de la muerte de Ferdinand von Bauer fue nombrado Ministro de Guerra Imperial y Real. Renunció al puesto en diciembre de 1902 después de que el presupuesto militar que había introducido en la Cámara de Representantes húngara fuera rechazado. Su sucesor fue Heinrich von Pitreich.
Edmund Freiherr von Krieghammer murió el 21 de agosto de 1906 en Bad Ischl. Tras su muerte, Krieghammer fue trasladado a la población eslovena de Gomilsko en Braslovče y enterrado en el cementerio ahí, por su cuñado, Carl Haupt von Hohentrenk, propietario del cercano palacio de Straussenegg (Štravsenek) quien tenía una área reservada en el cementerio para enterramientos familiares. La tumba todavía pervive.